# Death Train
Death Train ist ein Actionfilm mit Pierce Brosnan aus dem Jahr 1993. Er ist eine Verfilmung des Romans „Death Train“ von Alistair MacLean, an dem dieser in den 1980er Jahren arbeitete, der jedoch unvollendet blieb. Beendet wurde der Roman schließlich von dem Autor Alastair MacNeill. Der Film ist auch unter „Detonator – Der Todeszug“ bekannt.

## Handlung
Der russische General Konstantin Benin strebt die Wiederherstellung der Sowjetunion an. Zu diesem Zweck lässt er aus einem norddeutschen Kernkraftwerk radioaktives Material entwenden, mit dem der deutsche Nuklearwissenschaftler Leitzig eine Atombombe konstruiert. Danach lässt Benin diese auf einen Güterzug in Bremen verladen, welcher zuvor von dem Söldner Tierney und dessen Truppe gekapert wurde. Mit der Bombe an Bord sowie mehreren Bahnarbeitern als Geiseln setzt Tierney den Zug in Gang und erzwingt gewaltsam freie Fahrt quer durch Europa Richtung Balkan.
Malcolm Philpott, Chef der UNACO (einer Antiterroreinheit der Vereinten Nationen), beauftragt daher seinen besten Sonderagenten Mike Graham sich des Falles anzunehmen und dafür eine Eingreiftruppe zusammenzustellen, zu der u. a. auch Analystin und Scharfschützin Sabrina Carver gehört. Alle Versuche Grahams der Gefahr Einhalt zu gebieten scheitern allerdings: sei es die Umleitung auf ein anderes Gleis, der Zwangstopp in einem Tunnel oder die Erstürmung des Zuges auf freier Strecke. Tierney beantwortet dies jeweils mit der Exekution von Geiseln, während Philpott über Funk vergeblich mit dem Söldner zu verhandeln versucht. Parallel heizt Benin aus dem Verborgenen die Situation weiter an, in dem er die Medien auf den Bombenzug aufmerksam macht.
Erschwerend kommt hinzu, dass Benin offenbar einen Maulwurf in Grahams Team hat, als der sich der russische Spezialist Rodenko entpuppt. Graham und Carver können diesen ausschalten, stürzen dabei aber fast mit ihrem den Zug verfolgenden Hubschrauber ab.
Philpotts Verbündeter Whitlock sucht derweil Leitzig in einem Bremer Krankenhaus auf: beim Bau der Bombe gab es einen Zwischenfall, wonach Leitzig nuklearer Strahlung ausgesetzt wurde und jetzt nur noch kurze Zeit zu leben hat. Whitlock versucht Leitzig Einzelheiten darüber zu entlocken, wie man die Bombe entschärfen kann. Der Wissenschaftler verwehrt sich zunächst, erst als ein Attentäter versucht ihn umzubringen lenkt er ein – wonach klar wird, dass Leitzig offenbar zwei Sprengköpfe gebaut hat, über die Benin nun verfügt.
Philpott kommt durch Indizien schließlich dahinter, dass Tierney und die Bombe Richtung Irak unterwegs sind, was Benin wenig später in einer Videobotschaft bestätigt: mit der Kernwaffe im Irak will Benin die ehemaligen sowjetischen Streitkräfte dazu nötigen, das Land anzugreifen und einzunehmen, was im Glauben des Generals diese wieder zusammenschweißen und eine neue Sowjetunion als Militärstaat begründen soll.
Zeitgleich machen Philpott und die UNACO sich das Wissen zunutze, dass Benin die Zugbombe per Telefon fernzünden kann, wovon Tierney, als er es ihm erzählt, aber offenbar nichts ahnt. Der immer nervöser werdende Söldner erzwingt im Bahnhof von Belgrad ein Fernsehinterview, um zu beweisen, dass er nach wie vor die Kontrolle über die Bombe besitzt. Carver, welche als Kamerafrau eingeschleust wurde, kann Tierney mit einer umgebauten Kamera erschießen, wonach Graham den Zug stoppen, die Geiseln befreien und die von Benin aktivierte Bombe entschärfen kann. Letzteres mithilfe Leitzigs, welcher mit schwindender Kraft die entsprechenden Anweisungen gibt, bevor er stirbt.
Durch Zurückverfolgung von Rodenkos Anrufen wird herausgefunden, dass Benin von München aus operiert hat, weshalb man dort die zweite Bombe vermutet. Grahams Team kommt gerade noch rechtzeitig, als Benin mit der Bombe und seinen Verbündeten die Stadt per Flugzeug verlassen will. Sie stürmen die Maschine und töten die Verschwörer, wobei Benin mit letzter Kraft die Bombe aktiviert. Graham und Carver versuchen erfolglos diese zu entschärfen, allerdings stellt sich der Sprengkörper letztlich als von Leitzig gebaute Attrappe heraus.

## Hintergründe
- Der Film wurde zu großen Teilen im Frühjahr 1992 in Slowenien und Kroatien gedreht. Zu dieser Zeit war das frühere Jugoslawien Bürgerkriegs-Schauplatz, wodurch Darsteller und Filmcrew teilweise in gefährliche Situationen gerieten.
- Für den Film nutzte man kein deutsches Zugmaterial, sondern versah eine slowenische Lokomotive 642-186 mit einem Logo der Deutschen Bundesbahn. Sie wurde nach dem Jahr 1961 im Werk Đuro Đaković in der kroatischen Stadt Slavonski Brod gebaut. Für einige Aufnahmen verwendete man die Lokomotive 732-203 aus den 1970er Jahren.
- Darüber hinaus ist bei der Darstellung der Zugfahrt sowie der erwähnten Behörden verglichen mit den realen Bedingungen sehr abstrakt und teils unrichtig vorgegangen worden:
  - Insbesondere in Deutschland, der Schweiz und Italien sind die Hauptbahnen vorwiegend elektrifizierte Strecken in Mehrgleisigkeit, wohingegen im Film der Zug (u. a. in der Relation Bremen – Stuttgart) auf eingleisigen nichtelektrifizierten Strecken unterwegs ist, was vermutlich vorrangig der Spannungs-Dramaturgie (Kampfszenen, Beinahe-Kollision etc.) geschuldet war. Zudem ist insbesondere das deutsche Schienennetz sehr rudimentär dargestellt worden, eine wie im Film versuchte Umleitung wäre angesichts des weitverzweigten Netzes problemlos möglich.
  - Eine wie im Film gezeigte europäische Bahn-Leitstelle in München existiert in dieser Form nicht.
  - Der im Film spekulierte Versuch, per Zug die Bombe bis in den Irak zu überführen, war zum Drehzeitpunkt 1992 (obwohl so dargestellt) nicht möglich. Zwar ist eine Durchfahrt u. a. auf der Bagdadbahn trotz mangelhaftem baulichen Zustands wohl auch heutzutage möglich, allerdings ist eine durchgängige Querung des Bosporus in Istanbul nur durch den Marmaray-Tunnel möglich, welcher aber erst 2013 fertiggestellt wurde.
  - In der Bahn-Leitstelle wird eine sehr wirre Karte des europäischen Schienennetzes gezeigt, welche widersprüchliche territoriale Gegebenheiten (Feldbach liegt in Ungarn; Novi Sad nicht in Serbien; Craiova und Sofia auf demselben Territorium; Istanbul und Ankara liegen zu dicht beieinander, …) darstellt. Zudem wird eine Bahnstrecke nach Dubrovnik aufgezeigt, welche seit 1976 nicht mehr besteht und Podgorica heißt hier noch „Titograd“.
- „Death Train“ war Pierce Brosnans erster Film, den er nach dem Tod seiner damaligen Frau Cassandra Harris wieder drehte.
- Leitzig – Darsteller John Abineri wurde im englischen Original von David de Keyser synchronisiert. Beide waren zudem im James Bond – Film Diamantenfieber zu sehen.
- Benins Handlanger Tretyak wird von Daniel Stewart gespielt, dem Sohn von Philpott-Darsteller Patrick Stewart.
- In Deutschland ist der Film u. a. als „Detonator – Der Todeszug“ auf DVD erschienen.
- Der Film wurde original für das Fernsehen produziert und hat deshalb das Format 4:3 (nicht Kinoformat).

## Synchronisation
| Darsteller      | Deutsche Stimme    | Rolle                 |
| --------------- | ------------------ | --------------------- |
| Pierce Brosnan  | Udo Wachtveitl     | Mike Graham           |
| Alexandra Paul  | Sabine Falkenberg  | Sabrina Carver        |
| Patrick Stewart | Michael Mendl      | Malcolm Philpott      |
| Ted Levine      | Willi Röbke        | Alex Tierney          |
| Christopher Lee | Herbert Weicker    | Gen. Konstantin Benin |
| Clarke Peters   | Oliver Stritzel    | Whitlock              |
| John Abineri    | Gernot Duda        | Dr. Karl Leitzig      |
| Andreas Jung    | Niko Macoulis      | Lt. Sergej Kolchinsky |
| Nic D’Avirro    | Hans-Rainer Müller | Rodenko               |
| Ron Berglas     | Leon Rainer        | Roger Flint           |

## Fortsetzung
Für den 1995 produzierten Film Die Rembrandt-Connection schlüpfte Pierce Brosnan abermals in die Rolle des Michael „Mike“ Graham. Der Film wurde erneut von David Jackson inszeniert.